# Origins Game Fair
Origins Game Fair (fino al 2007 chiamata Origins International Game Expo) è una delle più importanti fiere espositive statunitensi dedicate ai giochi. Organizzata dalla GAMA (Game Manufacturers Association), si svolge tutti gli anni presso il Greater Columbus Convention Center di Columbus, Ohio. L'edizione del 2013 ha avuto 11.573 partecipanti.
Origins è nata come convention dedicata al wargame espandendosi successivamente al giochi da tavolo, di carte collezionabili, di ruolo e e di ruolo dal vivo.

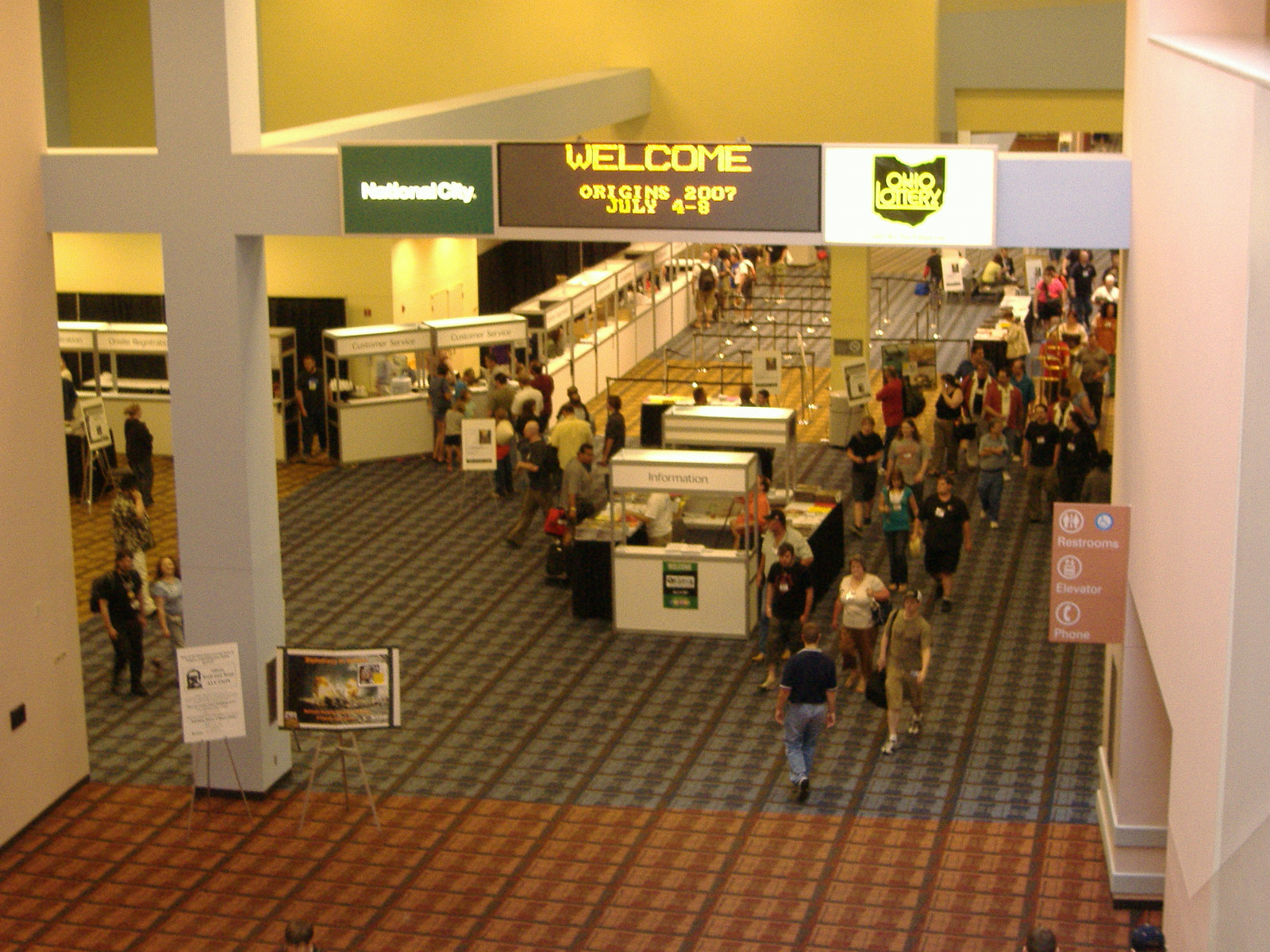
Sala registrazione partecipanti, Origins 2007

Durante la fiera si tiene la consegna annuale degli Origins Award. Per molti anni anche il Charles S. Roberts Award per i giochi da tavolo storici è stata consegnato durante Origins, per spostarsi quindi al World Boardgaming Championships.

## Storia

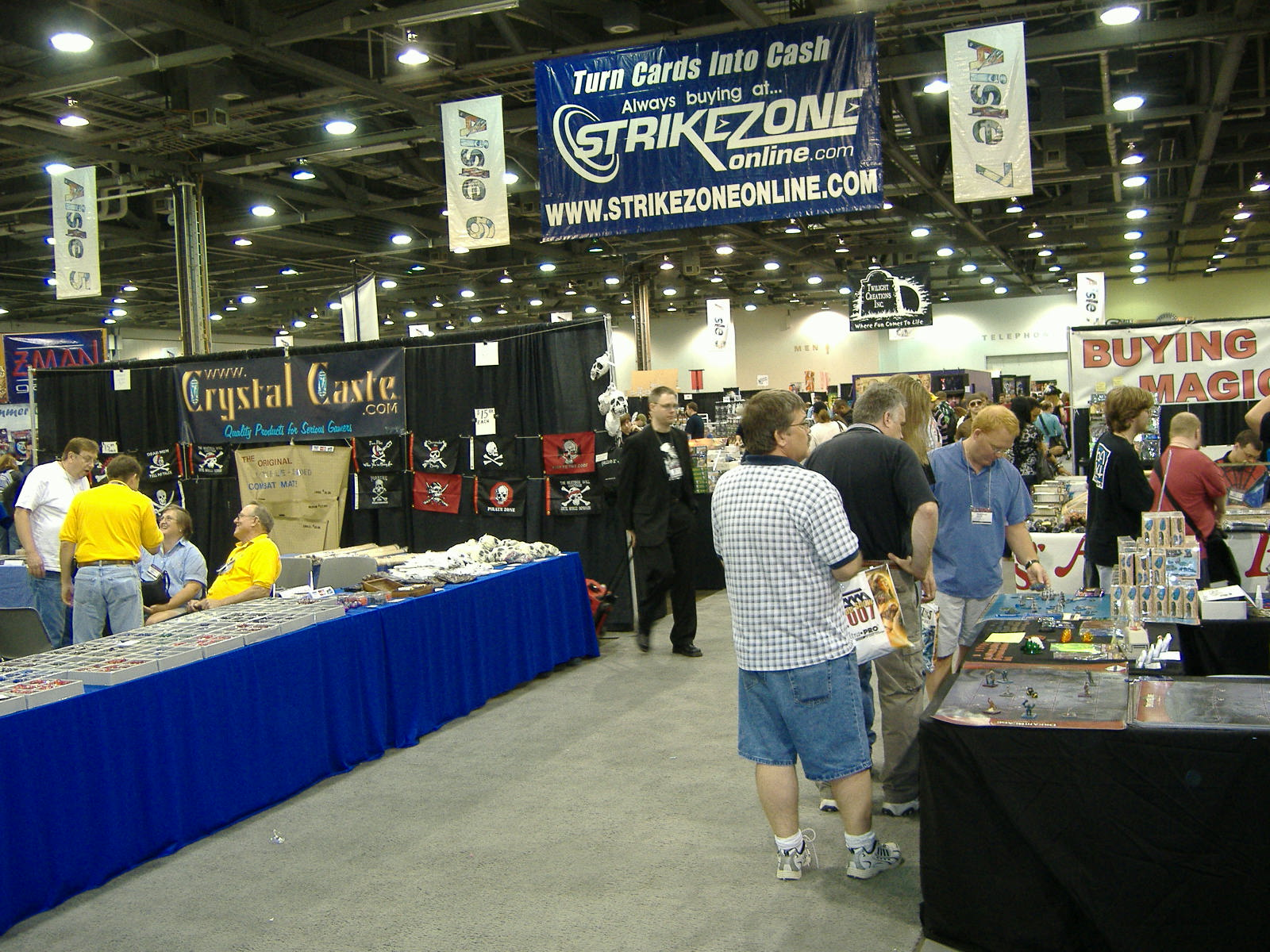
Sala esibitori, Origins 2007

Origins iniziò nel luglio 1975 come una convention di giocatori a Baltimora nel Maryland organizzata dall'Interest Group Baltimore, un gruppo locale di giocatori di wargame, con la sponsorizzazione dell'Avalon Hill per organizzare la prima manifestazione alla Johns Hopkins University. Don Greenwood, un autore di giochi che collaborava con l'Avalon Hill e fondatore della convention, suggerì di chiamare la fiera "Origins" in riferimento alla posizione di Baltimora, come sede per l'Avalon Hill, la prima editrice di wargame. Durante Origins furono consegnati per la prima volta i premi del Charles S. Roberts Awards.
Nonostante la Avalon Hill avesse annunciato prima che si svolgesse Origin I che non avrebbe potuto organizzare altre convention per qualche anno, il successo della prima manifestazione la convinse a proseguire. Negli anni successivi Origins fu gestita dall'Avalon Hill e dalla SPI (un'altra casa editrice di wargame), ma con l'espansione della manifestazione la Game Manufacturers Association ne assunse la gestione nel 1978.
In 1988 e nel 1992 Origins e Gen Con ebbero un'edizione comune in entrambi i casi a Milwaukee.

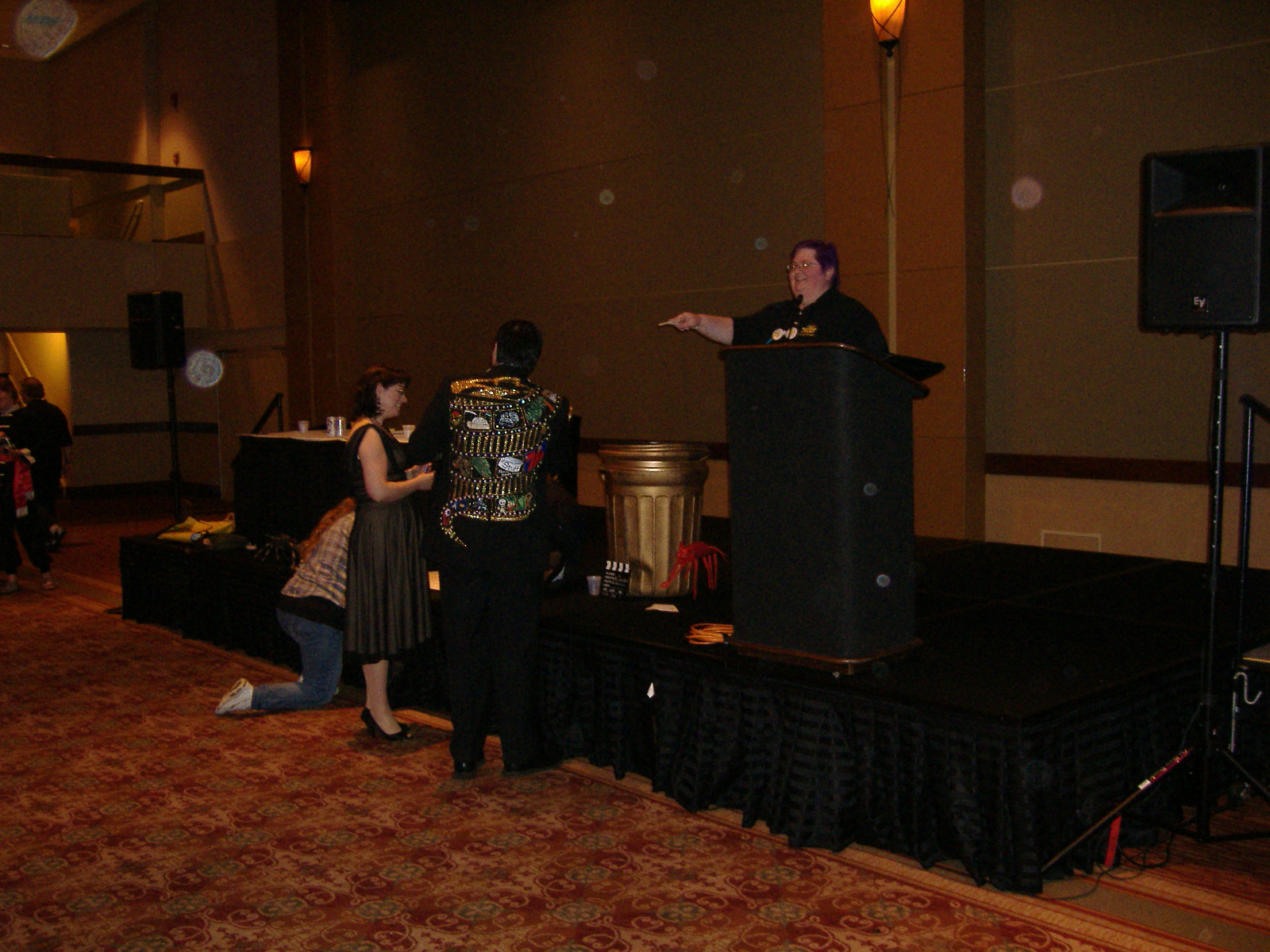
"Alan Smithee" (l'uomo con una giacca vivace) si consulta con i suoi aiutanti agli Smithee Awards del 2007

Fino al 1995 la fiera ha cambiato città ad ogni sua edizione, ma questo ne limitava la crescita. Nel 1996 la GAMA decise di scegliere una sede fissa, stabilendosi a Columbus nell'Ohio per la sua vicinanza a molti dei partecipanti e dei volontari che collaborano alla sua realizzazione.

### Anno
| Nome         | Data                            | Luogo                                             | Note                         |
| ------------ | ------------------------------- | ------------------------------------------------- | ---------------------------- |
| Origins I    | 25-27 luglio 1975               | Johns Hopkins University, Baltimora, Maryland     | circa 1.500 partecipanti     |
| Origins II   | 23-25 luglio 1976               | Johns Hopkins University, Baltimora, Maryland     | circa 2.500 partecipanti     |
| Origins '77  | 22-24 luglio 1977               | New York, New York                                | circa 2.200 partecipanti     |
| Origins '78  | 13-16 luglio 1978               | Ann Arbor, Michigan                               |                              |
| Origins '79  | 22-24 giugno 1979               | Chester, Pennsylvania                             |                              |
| Origins '80  | 27-29 giugno 1980               | Chester, Pennsylvania                             |                              |
| Origins '81  | 3-5 luglio 1981                 | San Mateo, California                             |                              |
| Origins '82  | 23-25 luglio 1982               | Baltimora, Maryland                               |                              |
| Origins '83  | 14-17 luglio 1983               | Cobo Hall, Detroit, Michigan                      |                              |
| Origins '84  | 5-8 luglio 1984                 | Dallas, Texas                                     |                              |
| Origins '85  | 27-30 giugno 1985               | Towson State University, Baltimora, Maryland      |                              |
| Origins '86  | 3-6 luglio 1986                 | Hilton Hotel, Los Angeles, California             |                              |
| Origins '87  | 1987                            | Baltimora, Maryland                               |                              |
| Origins '88  | 18-21 agosto 1988               | Milwaukee, Wisconsin (insieme a Gen Con)          |                              |
| Origins 89   | 29 giugno - 2 luglio 1989       | Los Angeles, California                           |                              |
| Origins '90  | 1990                            | Atlanta, Georgia (con DragonCon)                  |                              |
| Origins '91  | 4-7 luglio 1991                 | Baltimora, Maryland                               |                              |
| Origins '92  | 20-23 agosto 1992               | Milwaukee, Wisconsin (con Gen Con)                |                              |
| Origins '93  | 13-16 luglio 1993               | Fort Worth, Texas                                 |                              |
| Origins '94  | 7-10 luglio 1994                | San Jose, California                              |                              |
| Origins '95  | 13-16 luglio 1995               | Filadelfia, Pennsylvania                          |                              |
| Origins '96  | 4-7 luglio 1996                 | Columbus, Ohio                                    |                              |
| Origins '97  | 17-20 luglio 1997               | Greater Columbus Convention Center Columbus, Ohio |                              |
| Origins '98  | 2-5 luglio 1998                 | Greater Columbus Convention Center Columbus, Ohio |                              |
| Origins '99  | 1-4 luglio 1999                 | Greater Columbus Convention Center Columbus, Ohio |                              |
| Origins 2000 | 13-16 luglio 2000               | Greater Columbus Convention Center Columbus, Ohio |                              |
| Origins 2001 | 5-8 luglio 2001                 | Greater Columbus Convention Center Columbus, Ohio |                              |
| Origins 2002 | 4-7 luglio 2002                 | Greater Columbus Convention Center Columbus, Ohio |                              |
| Origins 2003 | 26-29 giugno 2003               | Greater Columbus Convention Center Columbus, Ohio |                              |
| Origins 2004 | 24-27 giugno 2004               | Greater Columbus Convention Center Columbus, Ohio | 14.000 partecipanti stimati. |
| Origins 2005 | 30 giugno - 3 luglio 2005       | Greater Columbus Convention Center Columbus, Ohio |                              |
| Origins      | 29 giugno - 2 luglio 2006       | Greater Columbus Convention Center Columbus, Ohio |                              |
| Origins 2007 | 5-8 luglio 2007                 | Greater Columbus Convention Center Columbus, Ohio |                              |
| Origins 2008 | 23-29 giugno 2008               | Greater Columbus Convention Center Columbus, Ohio | circa 13.000 partecipanti    |
| Origins 2009 | 25-28 giugno 2009               | Greater Columbus Convention Center Columbus, Ohio | 10.030 partecipanti          |
| Origins 2010 | 24-27 giugno 2010               | Greater Columbus Convention Center Columbus, Ohio | 10.669 partecipanti          |
| Origins 2011 | 22-26 giugno 2011               | Greater Columbus Convention Center Columbus, Ohio | 11.502 partecipanti          |
| Origins 2012 | 30 maggio - 3 giugno 2012       | Greater Columbus Convention Center Columbus, Ohio | 11.332 partecipanti          |
| Origins 2013 | 12 giugno - 16 giugno 2013      | Greater Columbus Convention Center Columbus, Ohio | 11.573 partecipanti          |
| Origins 2014 | 11 giugno 2014 - 15 giugno 2014 |                                                   |                              |